# ستانيسلاف سيمان
ستانيسلاف سيمان ، من مواليد 6 أغسطس 1952 ، لاعب كرة قدم تشيكوسلوفاكي سابق.
لعب مع منتخب تشيكوسلوفاكيا لكرة القدم.

## وصلات خارجية
- ستانيسلاف سيمان على موقع الاتحاد الدولي (مؤرشف)  (الإنجليزية)
- ستانيسلاف سيمان على موقع الاتحاد التشيكي (الإنجليزية)
- ستانيسلاف سيمان على موقع قاعدة بيانات كرة القدم.إي يو (الإنجليزية)
- ستانيسلاف سيمان على موقع ناشيونال فوتبول تيمز (الإنجليزية)
- ستانيسلاف سيمان على موقع عالم كرة القدم.نت (الإنجليزية)
- ستانيسلاف سيمان على موقع اللجنة الأولمبية الدولية (الإنجليزية)
- ستانيسلاف سيمان على موقع أوليمبيديا (الإنجليزية)
- ستانيسلاف سيمان على موقع اللجنة الأولمبية التشيكية (التشيكية)
- ستانيسلاف سيمان على موقع اللجنة الأولمبية السلوفاكية (السلوفاكية)